# Sant Miquel dels Angles
Sant Miquel dels Angles és l'església parroquial del poble i comuna dels Angles, a la comarca del Capcir, de la Catalunya del Nord.
Està situada a la Plaça de l'Església dels Angles, al bell mig del nucli de població vell dels Angles, lleugerament aturonada, de manera que domina tota la població. Ocupa una part de l'espai de l'antic Castell dels Angles.
L'advocació de la primitiva església parroquial era la de sant Salvador; va canviar per la de l'arcàngel sant Miquel probablement a causa de l'advocació de la capella del castell.

## Descripció

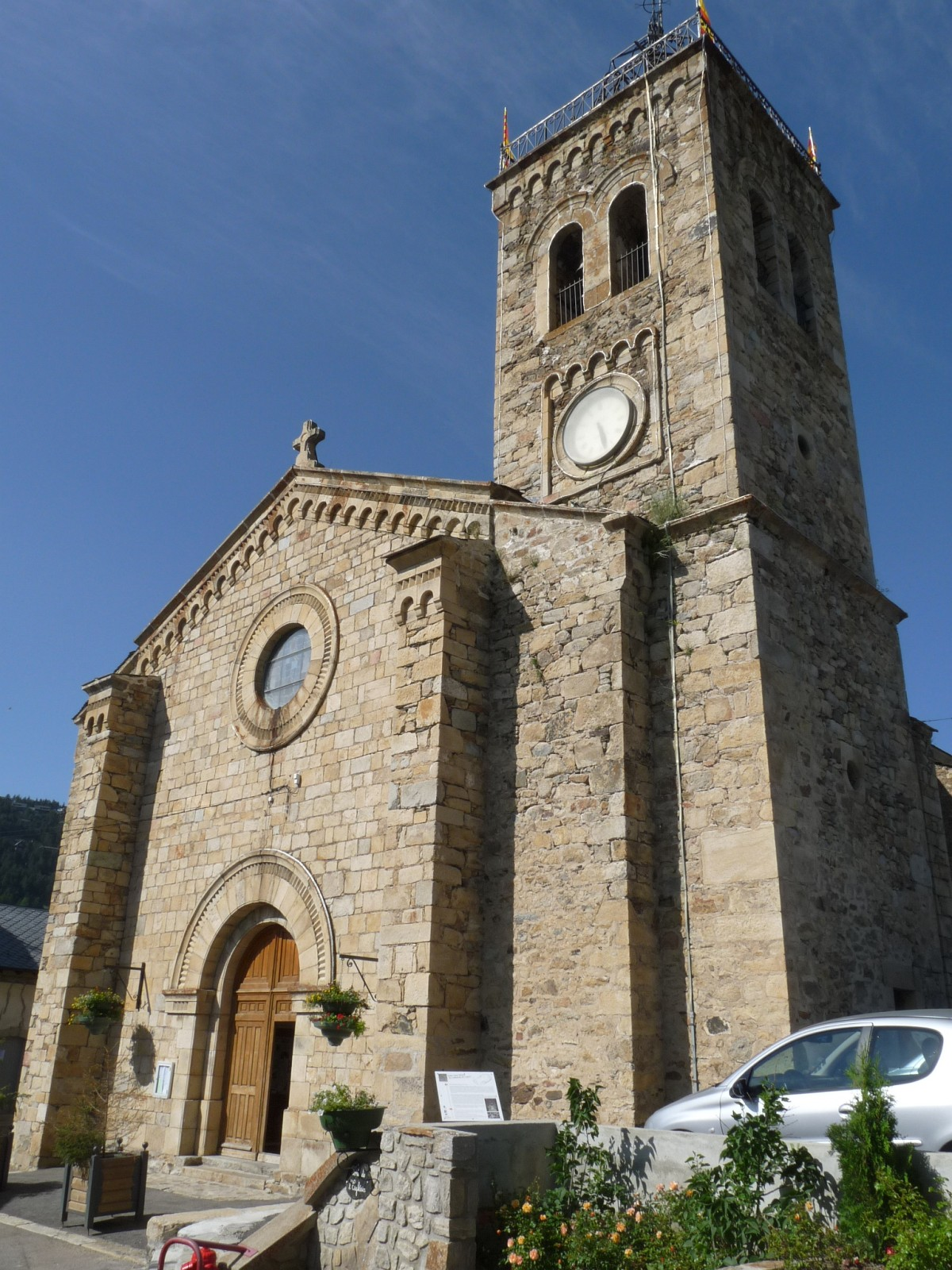
L'entrada i el campanar

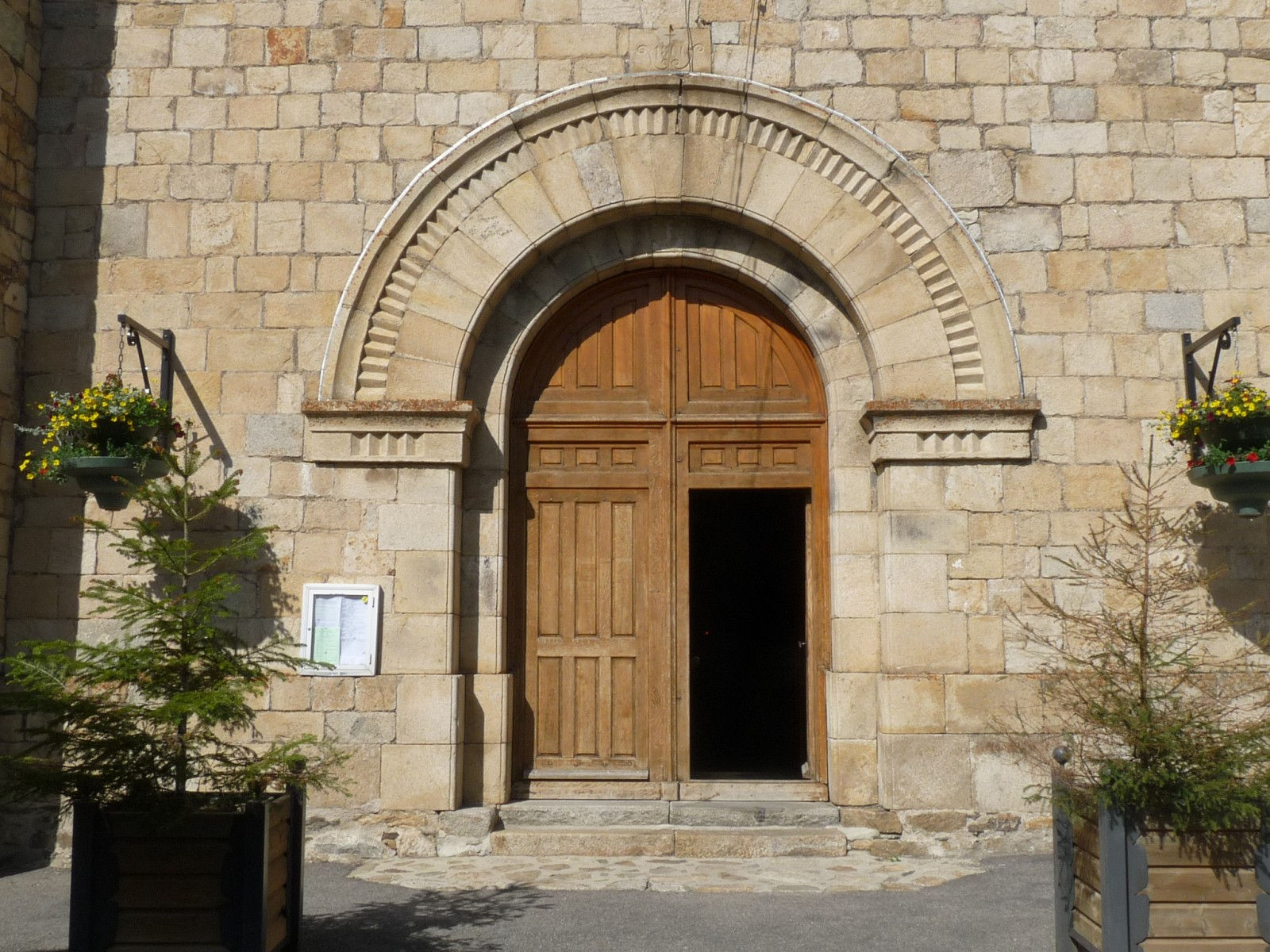
La portalada

Fou construïda al segle xix en estil neoromànic, i va substituir la vella església parroquial de Sant Salvador.

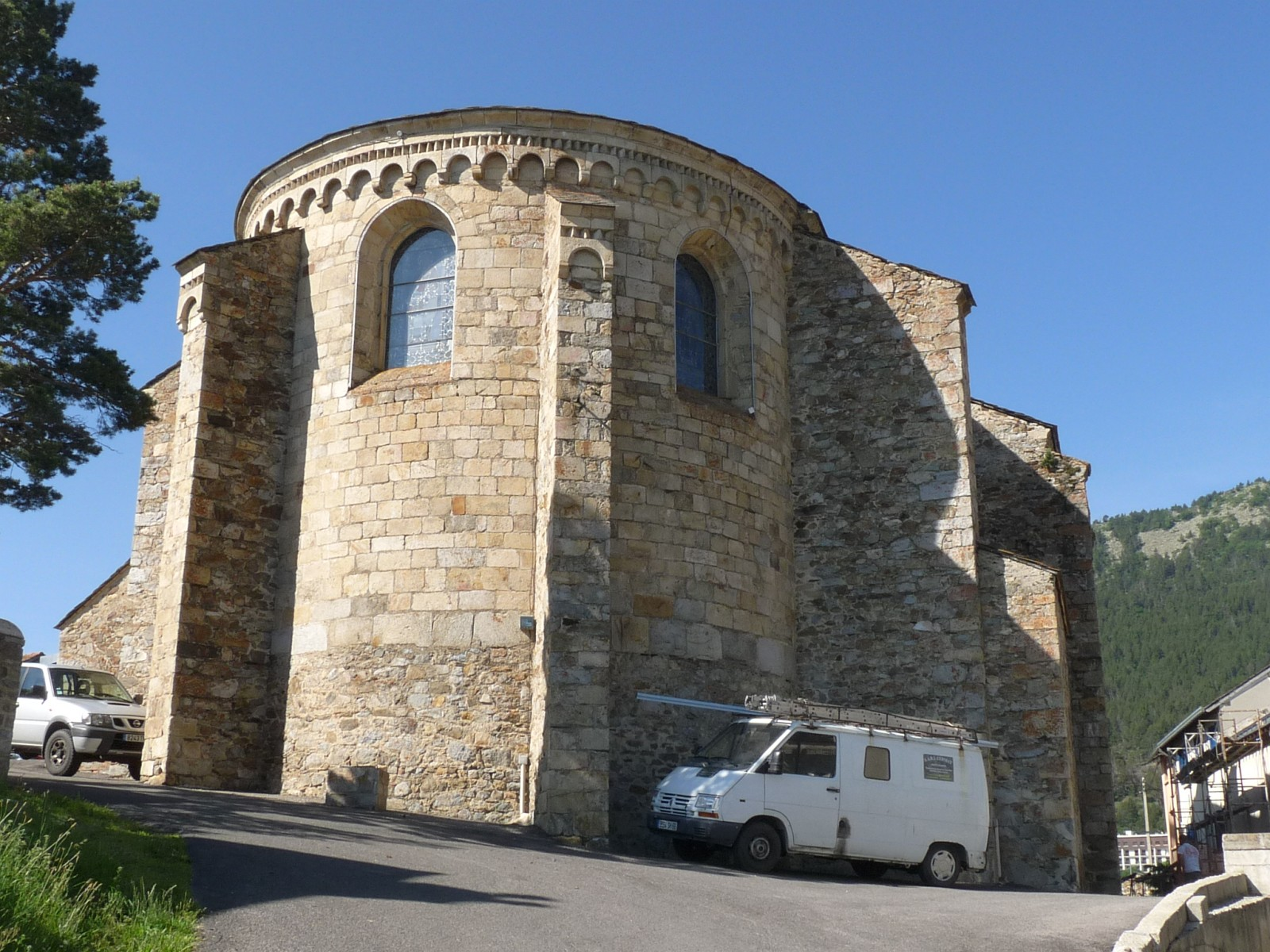
L'absis, amb les arcades llombardes

L'obra actual, feta entre 1864 i 1866, es feu sobre les restes de l'església anterior, que havia estat capella del Castell dels Angles. En la construcció del nou temple s'utilitzaren força elements de la petita església de Sant Salvador, que era d'una sola nau amb absis orientat a llevant. L'obra era de carreus regulars de pedra calcària, disposats en filades horitzontals regulars, ara presents a Sant Miquel dels Angles. In situ de l'església vella només queda el reblert de calç de la capçalera. La decoració llombarda de l'absis es conserva en part a l'església nova, on 13 de les 21 mènsules de les arcades llombardes de l'absis són les originals de Sant Salvador.
Tot i que no és estrictament una església construïda dins del període romànic, sí que conté molts elements constructius i mobiliaris procedents d'una església romànica.

## Mobiliari

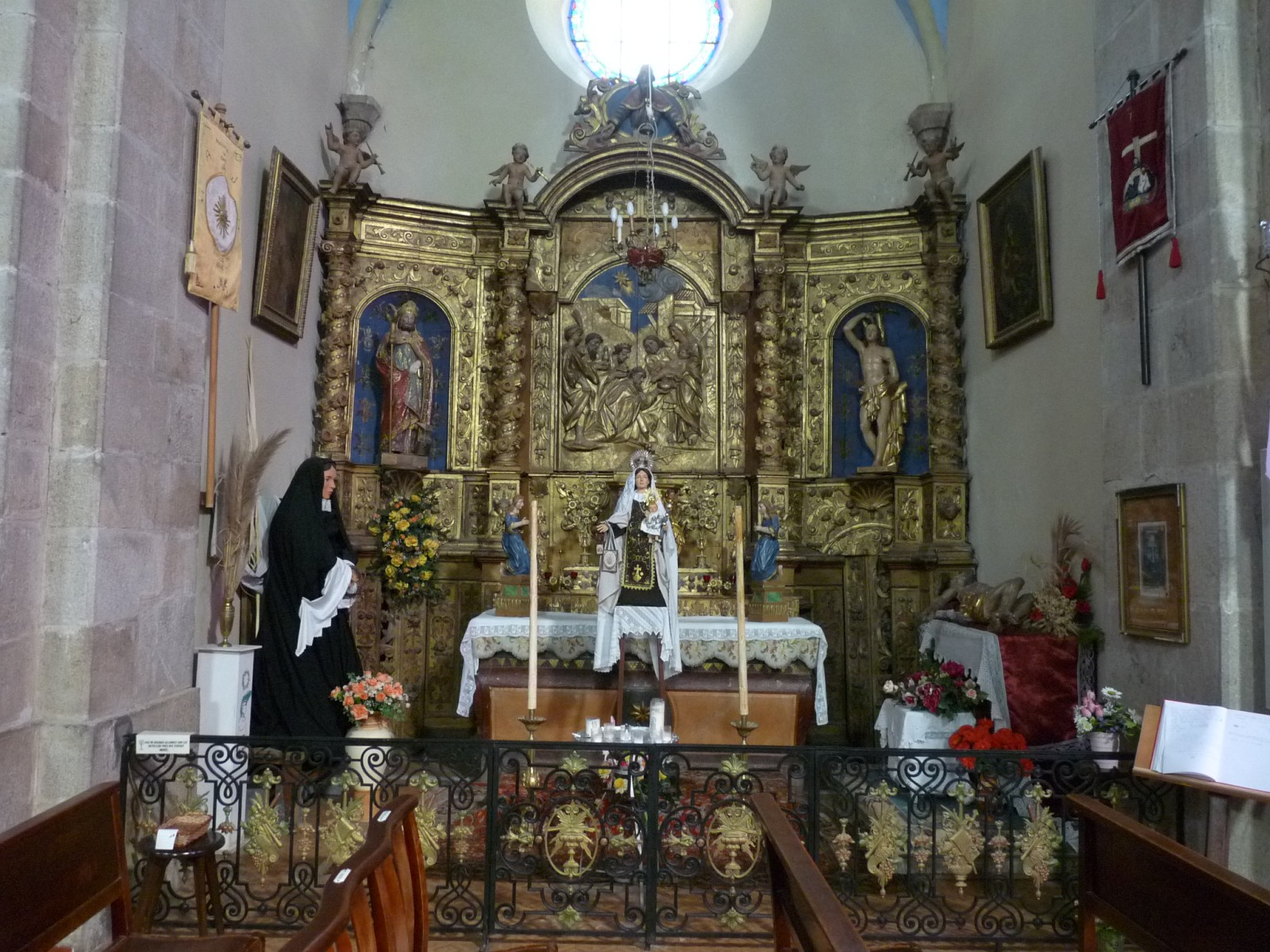
Retaule de l'Epifania

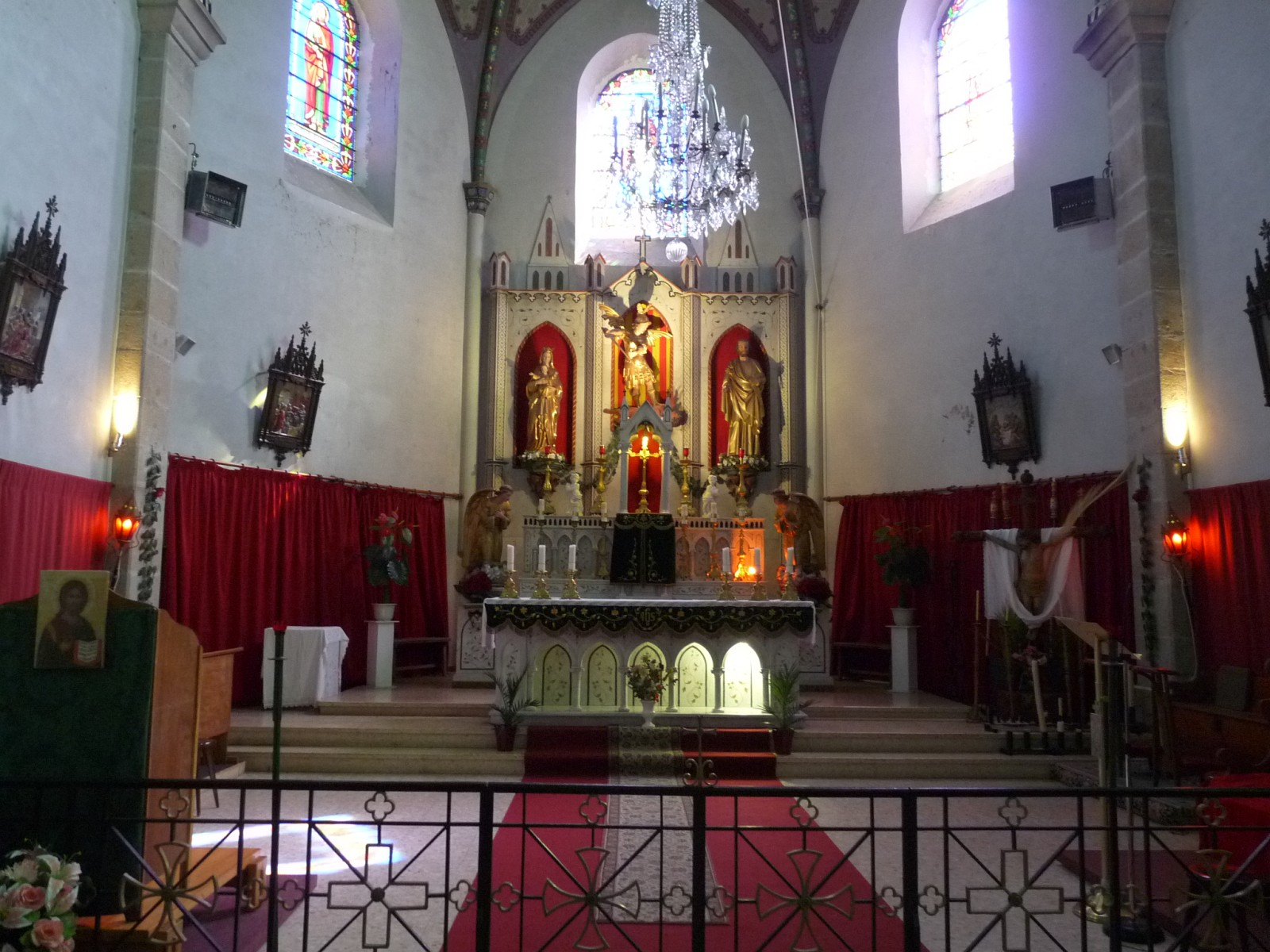
El cor

Es troba en aquesta església un retaule de la Nativitat del segle xvii.
El retaule de l'Epifania i l'Adoració dels Reis Mags, situats a l'entrada a la dreta, són del segle xviii. Provenen de l'antiga església de Sant Salvador. El retaule està classificat com a monument historic des de l'any 2000.
També es conserva una pica baptismal romànica, obrada en un sol bloc de pedra, procedent de l'església vella.